# Agnes Browne
Pour les articles homonymes, voir Browne.
Pour plus de détails, voir Fiche technique et Distribution.

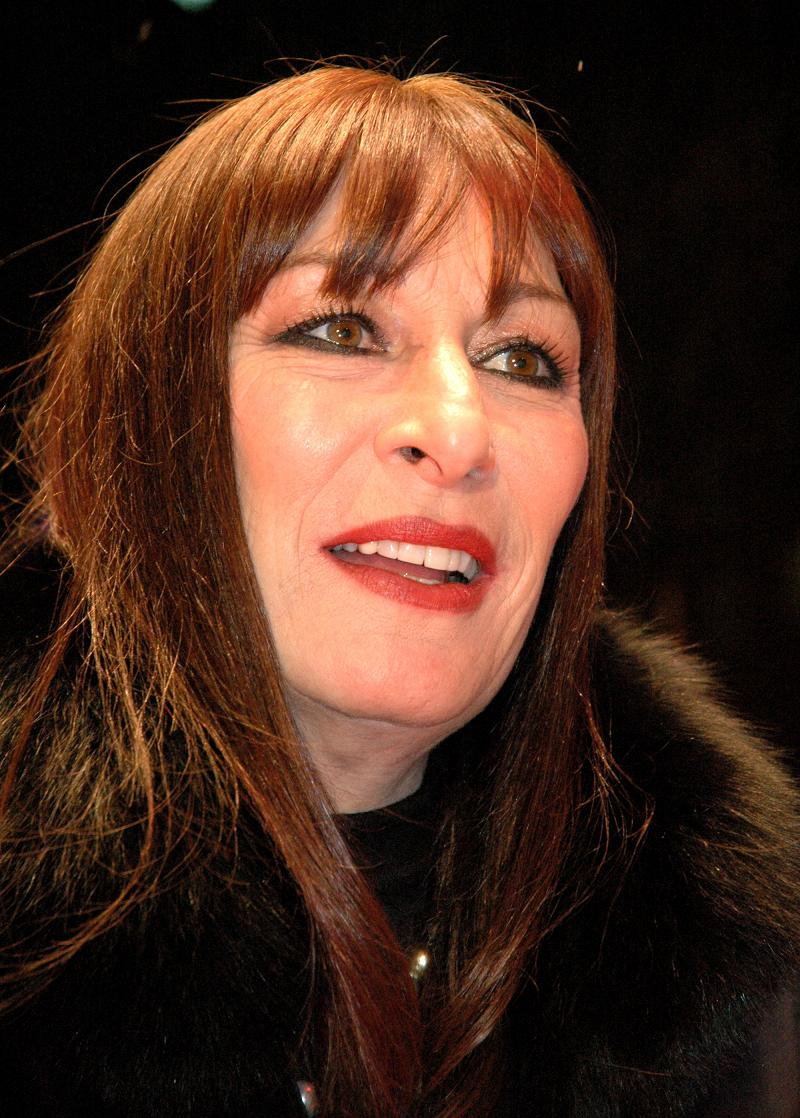
Anjelica Huston, réalisatrice et interprète du film Agnes Browne

Agnes Browne est un film irlando-américain réalisé par Anjelica Huston. Il est présenté à la quinzaine des réalisateurs au Festival de Cannes 1999 et sort, en salle, en France, en août de la même année.

## Synopsis
L'histoire se déroule dans un quartier de Dublin, en 1967. À la suite du décès de son mari, Agnes doit s'occuper seule de ses sept enfants. Bien que très volontaire, elle peine à subvenir aux besoins de sa famille et est, de plus, aux prises avec des prêteurs clandestins. Elle peut toutefois compter sur le soutien de Marion, sa meilleure amie et de Pierre, un boulanger français qui vient de s'installer dans le quartier,.

## Fiche technique
- Titre : Agnes Browne[3],[1],[4],[5].
- Réalisatrice : Anjelica Huston
- Assistant réalisateur : Simon Moseley
- Scénario : John Goldsmith et Brendan O'Carroll
- D'après le roman The Mammy (Dublin, 1994) de Brendan O'Carroll
- Pays d'origine : Irlande
- Pays de production : États-Unis et Irlande
- Image : Anthony B. Richmond
- Montage : Eva Gardos
- Ingénieur du son : Peter Sutton
- Compositeur de la musique originale : Paddy Moloney
- Décorateur : David Brockhurst
- Costumier : Joan Bergin
- Maquilleur : Morag Ross
- Monteur : Eva Gardos
- Directeur de casting : Maureen Hughes
- Société de production : Hell's kitchen
- Langue : anglais, français
- Format : couleur
- Genre : Comédie dramatique
- Durée : 92 min
- Date de sortie : 
  - France : 11 août 1999
  - États-Unis : 3 décembre 1999

## Distribution
- Anjelica Huston : Agnes Browne
- Marion O'Dwyer : Marion Monks
- Niall O'Shea : Mark Browne
- Ciaran Owens : Frankie Browne
- Roxanna Williams : Cathy Browne
- Carl Power : Simon Browne
- Mark Power : Dermot Browne
- Gareth O'Connor : Rory Browne
- James Lappin : Trevor Browne
- Ray Winstone : Mr. Billy
- Arno Chevrier : Pierre
- Gerard McSorley : Mr. Aherne
- Tom Jones : Tom Jones

## Réception
Agnes Browne est présenté à la quinzaine des réalisateurs au Festival de Cannes 1999. Sorti en salle en France le 11 août 1999, il y attire 106 290 spectateurs.
Aux États-Unis, il sort le 3 décembre 1999. Ses recettes en salles s'élèvent à 148 853 $, ce qui le place au 275e rang du box-office des films sortis en 1999.